# Ulf Bästlein
Ulf Bästlein (* 19. Juni 1959 in Flensburg) ist ein deutscher Sänger (Bassbariton). Er ist promovierter Philologe (Germanist und Altphilologe) und Professor für Gesang an der Kunstuniversität Graz (Österreich).

## Leben und Wirken

### Herkunft und Ausbildung
Ulf Bästlein ist Urenkel des Konsumgenossenschaftlers Hugo Bästlein, Großneffe des Reichstagsabgeordneten und Widerstandskämpfers gegen den Nationalsozialismus Bernhard Bästlein, Neffe des Psychiaters Gerhardt Nissen und Bruder des Historikers Klaus Bästlein.
Bästlein studierte zunächst Latein, Griechisch, Deutsch, Italienisch, Philosophie und Kunstgeschichte an der Albert-Ludwigs-Universität Freiburg, der   Universität La Sapienza in Rom und der Universität Wien. 1989 wurde er als Stipendiat der Studienstiftung des Deutschen Volkes zum Dr. phil. promoviert. Seine Dissertation Notation mündlich vorgetragener Texte befasste sich mit dem Verhältnis von Ton und Wort.
1983 begann er als Bariton ein Gesangsstudium bei Albrecht Meyerolbersleben an der Hochschule für Musik Freiburg, wo er 1987 ein Stipendium der Rosenberg-Stiftung erhielt und 1992 sein Konzertexamen mit Auszeichnung abschloss. Er besuchte Meisterkurse bei Elisabeth Schwarzkopf, Dietrich Fischer-Dieskau, Leonore Kirschstein, Hans Hotter und Aldo Baldin. Bästlein gewann Preise bei verschiedenen Gesangswettbewerben. 

### Künstlerisch-wissenschaftliche Laufbahn
Nach einer ersten Station am Stadttheater Heidelberg 1987 führten ihn Engagements unter anderem an das Stadttheater Augsburg, das Staatstheater Hannover, das Stadttheater Lübeck und die Staatsoper Hamburg, wo er sich sowohl mit Mozart-Partien wie Papageno in der Zauberflöte, Graf Almaviva in Le nozze di Figaro, Guglielmo in Così fan tutte und Don Giovanni als auch mit Rollen wie der Zar in Zar und Zimmermann, Dandini in La Cenerentola sowie der Titelpartie in Tschaikowskys Eugen Onegin als Sänger-Darsteller profilierte. Neben seinen Opernengagements gibt Bästlein regelmäßig Konzerte mit geistlichen Werken und Liederabenden, die durch Rundfunk- (SWF, NDR, BR, RB) und Fernsehaufnahmen (ARD und ZDF) dokumentiert wurden.
Bästlein gastierte in fast allen europäischen Ländern und zudem bei Musik-Festivals, u. a. Flandern-Musik-Festival in Belgien, Festival von Stresa in Italien, Schleswig-Holstein Musik Festival, Rheingau-Musik-Festival, Styriarte, Ludwigsburger Schlossfestspiele und Herrenchiemsee Festspiele. Sein breitgefächertes Repertoire reicht von Monteverdi bis in die Moderne mit Uraufführungen u. a. mit Werken von Halffter, Döhl, Radulescu und Sollima. Dabei arbeitete er mit Dirigenten zusammen wie Donald Runnicles, Christof Prick, Bernhard Klee, Jesús López Cobos, Helmuth Rilling, Marcello Viotti, Martin Haselböck, Muhai Tang, Bruno Weil, Jos van Immerseel, Frieder Bernius, Alexander Soddy.
Es liegen zahlreiche Einspielungen vor. Darunter Erstaufnahmen und -einspielungen. So sang er 2006 bei der Erstaufnahme der Markus-Passion von Carl Philipp Emanuel Bach (Capriccio) die Partie des Jesus. 2008 folgte die Ersteinspielung von Friedhelm Döhls Celan-Liedern (Dreyer Gaido) mit dem Komponisten am Klavier.
Bästlein ist auch Autor von Publikationen zum Deutschen Lied im frühen 19. Jahrhundert und zu künstlerisch-wissenschaftlicher Forschung. Auch zahlreiche Rundfunkfeatures und -interviews (NDR, HR, WDR, DLF, Ö1, SWR) zu verschiedenen literatur- und musikgeschichtlichen Themen dokumentieren seine  künstlerisch-wissenschaftlichen Forschungsergebnisse.
Seit 2022 leitet er gemeinsam mit der Alttestamentlerin Irmtraud Fischer die „Ausseer Gespräche“: ein Interdisziplinäres Symposiumsformat, das Wissenschaft und Kunst zusammenbringt. 2023 initiierte er ein künstlerisch-wissenschaftliches und interdisziplinäres Forschungsprojekt zu Leben und Werk Walther von Goethes, das er seither in Kooperation mit der Klassik Stiftung Weimar, der Kunstuniversität Graz, dem Freien Deutschen Hochstift, der Österreichischen Akademie der Wissenschaften, der Hochschule für Musik Franz Liszt Weimar, der Hochschule für Musik und Darstellende Kunst Frankfurt und dem Goethe-Museum Düsseldorf leitet.

### Lehrtätigkeit
Von 1995 bis 2000 lehrte Bästlein als Gastprofessor an der Folkwang Universität der Künste in Essen. 1999 wurde er zum Professor h. c. auf Lebenszeit an die Musikhochschule Lübeck berufen, im Jahr 2000 außerdem an die Kunstuniversität Graz. Von 2009 bis 2018 war er Leiter der künstlerisch-wissenschaftlichen Doktorats-Schule an der Musikuniversität Graz. 2022 wurde er zum Präsidenten der Musikhochschule Lübeck gewählt, trat das Amt aber nicht an.  Er leitet außerdem regelmäßig Meisterklassen im In- und Ausland. In Zusammenarbeit mit dem Pianisten Charles Spencer gründete er in Husum das Festival Liedkunst im Schloss vor Husum, das sich der Nachwuchsförderung im Bereich Liedgesang widmet. Seit 2011 leitet er die Austrian Chinese Music University und unterrichtet regelmäßig in Peking und Shanghai. Weitere Meisterklassen führten ihn nach Russland, Finnland, in die Türkei und nach Italien.
Bästlein entwickelte auch neue Konzertformate im Rahmen literaturhistorisch-musikgeschichtliche Podiumsgespräche mit Rezitation und Liedvortrag.

## Diskografie (Auswahl)
- Lieder nach Gedichten von Heinrich Heine. Musik von Schubert, Mendelssohn Bartholdy, Schumann, Heller u. a. Mit Stefan Laux, Klavier (audite; 1990)
- Krása: Rimbaud-Lieder. Mit dem Ensemble Aventure (Ars Musici; 1990)
- Gabriel Fauré: Requiem / Robert Schumann: Messe c-Moll. Mit Camerata und Camerata Vocale Freiburg, Dirigent: Winfried Toll (Ars Musici; 1994)
- Franz Schubert: Winterreise. Mit: Stefan Laux, Klavier (Ars Musici; 1995)
- Schubert: Sollst sanft in meinen Armen schlafen Lieder zu den Themen ‚Nacht’ und ‚Tod’. Mit Stefan Laux, Klavier (Ars Musici; 1996)
- Trunken müssen wir alle sein: Weinlieder aus drei Jahrhunderten. Werke von u. a. Meyerbeer, Schubert, Wolf, Lortzing, Liszt, Chopin, Schoeck. Mit Stefan Laux, Klavier(Ars Music; 1998)
- Nicola Porpora: Il Gedeone. (Partie des Ioas). Mit u. a. Wiener Akademie, Musica Imperialis, Dirigent: Martin Haselböck (cpo; 1998)
- Schubert: Goethe Lieder. Mit Stefan Laux, Klavier. Deutsche-Schubert-Lied-Edition 3 (Naxos; 1999)
- Beethoven: Neunte Symphonie. Mit Solisten, Anima Aeterna Symphonieorchester und Chor, Dirigent: Jos van Immerseel (Sony Classical, 1999)
- Brahms: Die schöne Magelone. Mit Dietmar Löffler, Klavier; Barbara Auer, Erzähler; Ensemble cordaria (CACD 558; 2000)
- Joseph I., Ferdinand III., Leopold I.: Sacred Works. (Bass-Partien). Mit Wiener Akademie, Musica Imperialis Dirigent: Martin Haselböck (cpo; 2001)
- Johann Gottlieb Naumann: Aci e Galatea. (Partie des Orgonte). Dirigent: Frieder Bernius, Barockorchester Stuttgart, Kammerchor Stuttgart (Orfeo; 2002)
- Lieder nach Gedichten von Theodor Storm. Musik von u. a. Reutter, Brahms, Berg, Schoeck, Schreker. Mit Charles Spencer, Klavier (MDG; 2004)
- Schumann: Dichterliebe und Kerner-Lieder. Mit Stefan Laux, Klavier (Hänssler Classic; 2004)
- Michael Radulescu: Leiden und Tod unseres Herrn und Heilands Jesus Christus: Eine Passion: 2003. Dirigent: Michael Radulescu, Domkantorei und Domorchester Graz, Christusworte, Ersteinspielung, 2006[20]
- Hausschatz deutscher Dichtung: Gedichte und Balladen mit Musik aus zwei Jahrhunderten. Mit Liedern von F. Schubert und R. Schumann - Mit unter anderem Ulf Bästlein, Gesang. Audiobuch Verlag Freiburg i Br. 2006, ISBN 3-89964-214-7
- C. Ph. E. Bach: Markus-Passion. Dirigent: Joshard Daus, Mendelssohn Symphonia, EuropaChorAkademie, Christusworte, Ersteinspielung (Capriccio; 2007)
- Friedhelm Döhl Edition (Vol. XI): Kammermusik – Lyrik.  Celan-Lieder. Mit  u. a. Christiane Edinger, Violine; James Tocco und Friedhelm Döhl, Klavier. Ersteinspielung (Dreyer Gaido; 2008)
- Die Innere Welt: Lieder von Anselm Hüttenbrenner (Ersteinspielung). Mit Charles Spencer, Klavier (Gramola; 2009)
- Ludwig Meinardus: König Salomon. Mit Buxtehude-Chor und Peter-Pauls-Kantorei, Sinfonietta Lübeck, Dirigent: Henning Münther (euthentic media; 2010)
- Und nie vernahm ich noch ein schöneres Lied von Glück und Sieg. Lieder nach Gedichten von Friedrich Hebbel, Musik von u. a. Pfitzner, Braunfels, Schoeck, Cornelius, Draeseke, Schillings, Schumann. Mit Sascha El Mouissi, Klavier (Gramola; 2014)
- Seid menschlich, froh und gut: Lieder nach Lyrik von Johann Heinrich Voß, Musik von u. a.  C. Ph. E. Bach, Schubert, Mendelssohn, Hensel, Weber, Brahms. Klavier: Sascha El Mouissi (Gramola; 2016)
- Wie tut mir so wohl der selige Frieden!: Lieder nach Lyrik von Karl Gottfried von Leitner und rezitierte Gedichte. Musik von u. a.Schubert, Hüttenbrenner, Thalberg, Lachner. Mit Sascha El Mouissi, Klavier (Gramola; 2017)
- Ich blick in mein Herz und ich blick’ in die Welt: Lieder nach Lyrik von Emanuel Geibel, Musik von u. a. Mendelssohn, Schumann, Lachner, Jensen, Alexander Fesca, Randhartinger, Clara Schumann, Grieg, Brahms, Bruckner, Reger. Mit Sascha El Mouissi, Klavier (Gramola; 2017)
- Die Welt ist lauter Stille, nur mein Gedanke wacht: Lieder von Gustav Jenner nach Lyrik von Theodor Storm und Klaus Groth. Mit Charles Spencer, Klavier (Naxos; 2020)
- Eine schöne Welt ist da versunken: Balladen, Lieder und Legenden von Martin Plüddemann. Mit Hedayet Jonas Djeddikar, Klavier (Naxos; 2022)
- Weich küsst die Zweige der weiße Mond. Lieder von Erich Zeisl. Mit Charles Spencer, Klavier (Naxos; 2022)

## Publikationen (Auswahl)
- Gliederungsinitialen in frühmittelalterlichen Epenhandschriften, Studie zur Problematik ihres Auftretens, ihrer Entwicklung und Funktion in lateinischen und volkssprachlichen Texten der Karolinger- und Ottonenzeit. Peter Lang, Internationaler Verlag der Wissenschaften, 1992, ISBN 3-631-42400-0, S. 273.
- Wieviel Wissenschaft bekommt der Kunst? – Symposium der ARGE „Wissenschaft und Kunst“ der Österreichischen Forschungsgemeinschaft, 4. – 5.11.2011, Akademie der Bildenden Künste Wien, Tagungsbeitrag: Erfahrungen mit dem künstlerischen Doktoratsstudium an der KUG (online, PDF)
- Ulf Bästlein, Valentin Gloor: Singen. In: Künstlerische Forschung, Ein Handbuch: Materialien zur aktuellen Debatte um Künstlerische Forschung. Diaphanes Verlag, Zürich 2015.
- Was soll das sein? – Verdammtes Schrein! (Betrachtungen zur Frage: Ist „Wagnergesang“ lehr- oder lernbar?). In: Finger weg von Wagner! - Richard Wagner und der Sängernachwuchs: Über die Physiologie der Wagnerstimme, das historische Instrumentarium Wagners, die Entwicklung des Wagnergesangs. Schott-Campus, Mainz 2018.
- „Es ist nichts geringes, durch eine sehr einfache und kurze Melodie, den geradesten Weg nach dem Herzen zu finden“: Musikalische Lyrik als Aufklärung. In: Festschrift Peter Revers Zum 65. Geburtstag. Hollitzer Verlag, Wien 2019, S. 225 ff.
- Chronik der Musik im Takt der Jahrhunderte. In: Thomas Steensen (Hrsg.): Nordfriesland – von einst bis jetzt. Husum 2022, S. 551 ff.

## Ehrungen
- 1988; 1. Preis beim Landeswettbewerb des VDMK Baden-Württemberg
- 1988: 2. Preis beim Deutschen Bundeswettbewerb Gesang Berlin: Konzert in der Deutschen Oper (Dirigent: Jesus Lopez Cobos)
- 1989: Sonderpreis und Publikumspreis beim 2. Nürnberger Meistersänger Wettbewerb
- 2004: Titel ‚Professor’ auf Lebenszeit (h.c.) durch das Ministerium für Bildung, Wissenschaft, Forschung und Kultur des Landes Schleswig-Holstein
- 2018: Hans-Momsen-Preis[21]
- 2021: Verdienstorden des Landes Schleswig-Holstein[22]
- 2023: Distinguished Fellow der Klassik Stiftung Weimar[23]